# 沃尔夫施泰因
沃尔夫施泰因（德語：Wolfstein，發音：[ˈvɔlfˌʃtaɪn] ⓘ）是德国莱茵兰-普法尔茨州库瑟尔县的城市，面积13.75平方千米，2023年12月31日人口为1,908人。